# Parsix
Parsix GNU/Linux è una distribuzione Linux live basata su Debian. 

## Obiettivi
L'obiettivo del progetto Parsix è quello di fornire un sistema operativo ottimizzato pronto all'uso, facile da installare basato sul ramo di prova di Debian e sull'ultima versione stabile dell'ambiente desktop GNOME. È possibile installare pacchetti software aggiuntivi dai repository APT dei propri progetti.
Parsix GNU/Linux è progettato per essere utilizzato come Live CD, Live USB o sistema operativo installato su un disco rigido. La modalità Live è utile per operazioni come il ripristino dei dati o partizionamento su disco fisso.

## Storia
La prima versione di Parsix GNU/Linux è stata annunciata nel febbraio 2005 da Alan Baghumian. Alla ricerca di una piattaforma più stabile, il progetto ha iniziato a utilizzare il ramo di prova Debian dalla versione 0.85. A partire dalla versione 0.90, Parsix utilizza i personaggi del filmato Happy Feet per nominare le loro uscite. I repository APT del progetto sono stati lanciati nel febbraio 2008. Il repository multimediale, Wonderland, è stato lanciato nel settembre 2010. Il progetto Parsix ha iniziato ad offrire aggiornamenti sulla sicurezza per i propri rami stabili e di prova a partire da dicembre 2010. 
Il 19 maggio 2017 è stato annunciato, sul sito ufficiale, che lo sviluppo del progetto sarebbe terminato passati sei mesi dal rilascio di Debian 9.0, rilasciato il 17 giugno 2017.